# شایبنهاردت
شایبنهاردت (به آلمانی: Scheibenhardt) یک شهر در آلمان است که در گرمرسهایم واقع شده‌است. شایبنهاردت ۶۸۹ نفر جمعیت دارد.